# Dan Croll
Daniel Francis "Dan" Croll (Newcastle-under-Lyme, Inglaterra, 18 de julho de 1990) é um cantor e compositor britânico. Ele se mudou para Liverpool quando tinha 18 anos para cursar o Institute for Performing Arts (LIPA). Enquanto estudava lá, ele ganhou um prêmio chamado "Songwriter of the Year" da Musicians' Benevolent Fund e foi um dos oito estudantes da LIPA a se encontrar pessoalmente com o fundador do curso, Sir Paul McCartney. Ele atualmente tem um contrato com a gravadora Turn First Records.

## Discografia
Álbums
| Título             | Detalhes |
| ------------------ | --- |
| Sweet Disarray     | - Lançamento: 10 de março de 2014 - Gravadora: Deram Records, Universal Music Group - Formato: Download digital, CD |
| Emerging Adulthood | - Lançamento: 21 de julho de 2017 - Gravadora: Communion Group - Formato: Download digital, CD                      |
| Grand Plan         | - Lançamento: 21 de agosto de 2020 - Gravadora: Communion Group - Formato: Download digital, CD                     |
| Fools              | - Lançamento: 19 de maio de 2023 - Gravadora: Communion Group - Formato: Download digital, CD                       |